# Clouds Taste Metallic
Clouds Taste Metallic é o sétimo álbum de estúdio da banda norte-americana The Flaming Lips, foi lançado em 1995.
| Críticas profissionais                                                      | Críticas profissionais |
| Avaliações da crítica                                                       | Avaliações da crítica  |
| Fonte                                                                       | Avaliação              |
| --------------------------------------------------------------------------- | ---------------------- |
| allmusic                                                                    | [ 2 ]                  |
| Esta tabela precisa de ser acompanhada por texto em prosa. Consulte o guia. |                        |

## Faixas
1. "The Abandoned Hospital Ship" – 3:38
2. "Psychiatric Explorations of the Fetus with Needles" – 3:27
3. "Placebo Headwound" – 3:40
4. "This Here Giraffe" – 3:46
5. "Brainville" – 3:13
6. "Guy Who Got a Headache and Accidentally Saves the World" – 4:29
7. "When You Smile" – 3:13
8. "Kim's Watermelon Gun" – 3:21
9. "They Punctured My Yolk" – 4:21
10. "Lightning Strikes the Postman" – 2:50
11. "Christmas at the Zoo" – 3:06
12. "Evil Will Prevail" – 3:45
13. "Bad Days" (Aurally Excited Version, Mix) – 4:38